# Quod natura non dat, Salmantica non præstat

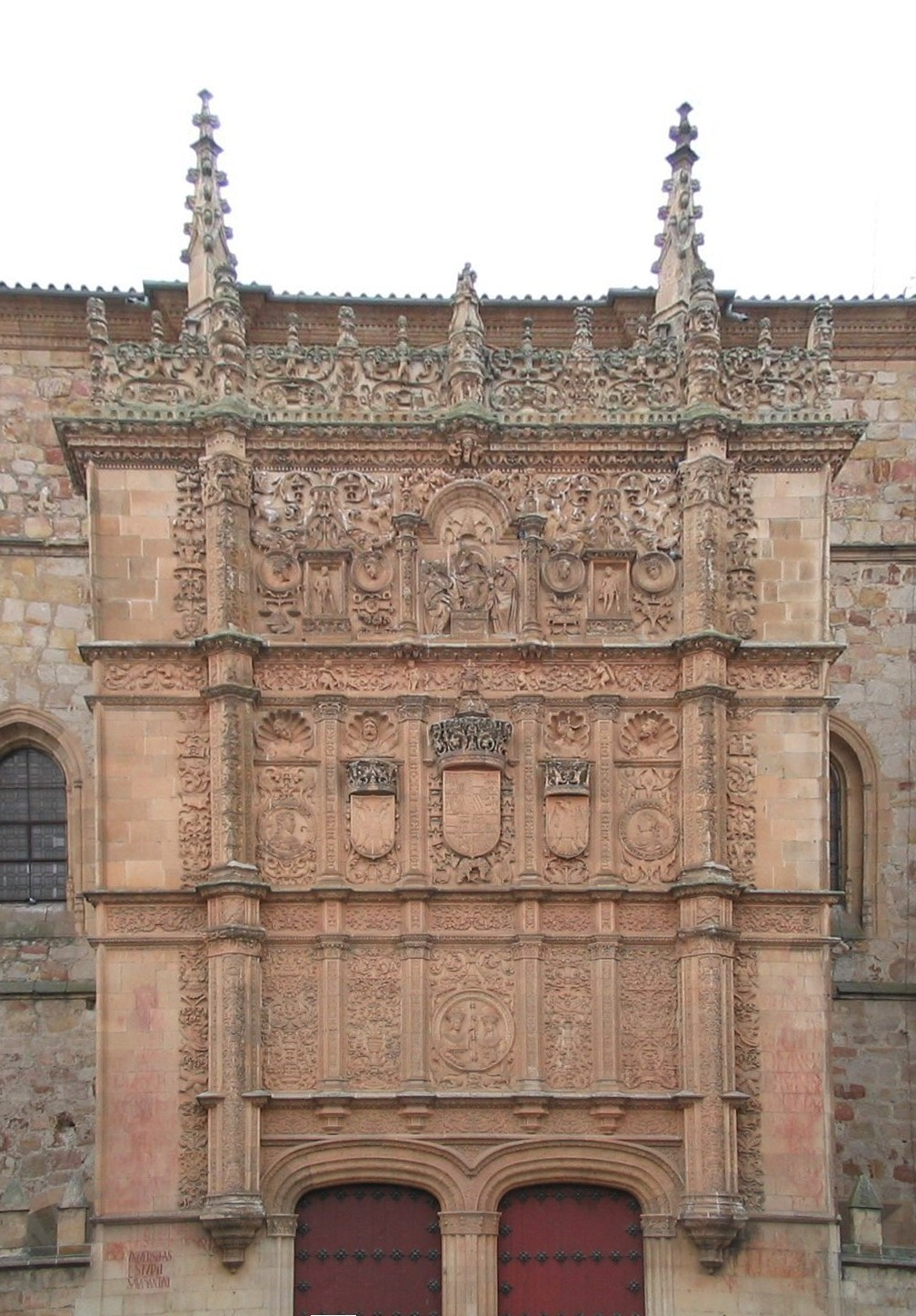
Fachada da Universidade de Salamanca.

«Quod natura non dat, Salmantica non præstat» (em português: O que a natureza não dá, Salamanca não pode fornecer,  às vezes escrito Quod natura non dat, Helmantica non praestat), é um provérbio latino que significa que mesmo uma universidade não pode dar a um sujeito nada que a natureza não lhe tenha fornecido antes como características, a exemplo de talentos. 

## Contexto
Nem a inteligência, nem a memória nem a capacidade de aprendizagem são coisas que uma universidade pode oferecer a seus alunos.
Um emblema  com tal citação aparece esculpido no pórtico que recebe ao visitante no  edifício das escolas menores da Universidade de Salamanca, local que, por tradição, albergava, desde o século XV, a Faculdade de Artes daquela universidade, cujos cursos eram de introdução obrigatória para quem pretendesse seguir as faculdades de direito civil ou de direito canônico, teologia ou medicina, doutorando-se depois, como advertência bem apropriada.
O lema de Salamanca é «Omnium scientiarum princeps Salmantica docet», ou seja: «Os princípios de todas as ciências são ensinados na Universidad de Salamanca».